# La calle del terror (novela)
La calle del terror es una serie de libros de ficción, pertenecientes al género de terror para adolescentes, escritos por el autor estadounidense R.L. Stine, quien comenzó en el año 1989. En 1995, se creó una serie de libros inspirados en la serie La calle del terror, llamada El fantasma de la calle del terror, para lectores más jóvenes, y que se parecían más a los libros de Escalofríos en el sentido de que presentaban adversarios paranormales (monstruos, extraterrestres, etcétera) y, a veces, tenían finales retorcidos.
R.L. Stine dejó de escribir La calle del terror después de escribir la derivación de La calle del terror Seniors en 1999. En el verano de 2005, se trajo de regreso La calle del terror con la miniserie de tres partes La calle del terror: Las noches.
A partir de 2010, se han vendido más de 80 millones de copias de La calle del terror.
R.L. Stine revivió la serie de libros en octubre de 2014. En octubre de 2015, se informó que se estaba desarrollando una película basada en la serie. Finalmente, Chernin Entertainment y Netflix estrenaron en 2021 una trilogía de películas, filmadas al mismo tiempo, basadas en la serie literaria.

## Argumento
Los libros de La calle del terror tienen lugar en la ciudad ficticia de Shadyside y presentan a adolescentes promedio, que son mayores que los típicos preadolescentes de Pesadillas, y se encuentran con adversarios malignos, a veces paranormales. Si bien algunas de las novelas de La calle del terror tienen elementos paranormales, como fantasmas, otras son simplemente misterios de asesinatos. Aunque los libros de Pesadillas tienen algunas muertes, las muertes presentadas en La calle del terror, particularmente en las sagas, son mucho más espantosas, con más violencia y sangre.
El título de la serie proviene del nombre de una calle ficticia en Shadyside, que lleva el nombre de la familia Terror. Su nombre se deletreaba originalmente como Tirror; sin embargo, después de que le dijeran que la familia estaba maldita y que las letras podrían reorganizarse para deletrear "Rito", Simón Tirror lo cambió a Terror en el siglo XIX. Aun así, la maldición sobrevivió y Simon y su esposa, Angelica, la trajeron consigo cuando se mudaron a Shadyside en algún momento después de la Guerra Civil. Todo comenzó en la época puritana, cuando Benjamin y Matthew Tirror hicieron que una niña inocente y su madre, Susannah y Martha Goode, fueran quemadas en la hoguera supuestamente por practicar brujería. El padre y esposo, William Goode, lanzó la maldición sobre los Tirror para vengar sus muertes, trayendo miseria y muerte a la familia mencionada anteriormente. Aunque un incendio supuestamente quemó al último de los Tirror, la serie presenta algunos Tirrors supervivientes y sugiere que uno de los hermanos sobrevivió. Estos eventos se describen en La calle del terror: Sagas, un derivado de la serie principal.
Al igual que en la serie Pesadillas, los personajes cambian en cada libro, aunque algunos personajes aún viven y se mencionan (o aparecen) varias veces. Algunas de las tramas de novelas anteriores también se mencionan en libros posteriores, y algunos personajes aparecen en múltiples historias (por ejemplo, se menciona a Cory Brooks, héroe de La chica nueva, que también aparece varias veces durante las novelas posteriores). La trama de los libros ocurre entre finales de la década de 1980 y principios de la de 1990, aunque ocurren múltiples novelas dentro del mismo año cronológico en que tienen lugar. Todos los libros publicados también se publican dentro de la línea de tiempo cronológica de Shadyside.

## Lanzamiento
El primer libro de La calle del terror, La chica nueva, se publicó en 1989. Se escribieron varias series derivadas, incluidas La calle del terror: Sagas y El fantasma de la calle del terror. A partir de 2003, se han vendido más de 80 millones de libros de La calle del terror. Los libros individuales aparecieron en muchas listas de superventas, incluida la lista de superventas de USA Today y Publishers Weekly.
Después de una pausa, R.L. Stine revivió la serie de libros en octubre de 2014. Stine había intentado escribir una nueva novela de La calle del terror durante años, pero los editores no estaban interesados. Algunos editores pensaron que la literatura para adultos jóvenes había cambiado desde que se publicó por primera vez La calle del terror, ya que el nuevo mundo de la literatura para adultos jóvenes está dominado por mundos distópicos y elementos paranormales. Después de que Stine les dijo a sus seguidores en Twitter que no había ningún editor interesado en revivir La calle del terror, Kat Brzozowski, una editora de St. Martin's Press, lo contactó. Inicialmente, la editora compró tres libros nuevos, pero más tarde se anunció que se publicarían seis nuevos libros en la serie.
Juegos festivos, el primer libro de la nueva serie, se publicó por primera vez el 30 de septiembre de 2014 en tapa dura. La novela es la primera novela de Stine de la serie La calle del terror desde que se publicara Las noches en 2005. La novela fue seguida por No te quedes despierto hasta tarde, que se publicó en abril de 2015. Stine dijo que los nuevos libros serían más largos, más adultos y más violentos, para reflejar cómo había cambiado la literatura para adultos jóvenes desde que se publicara por primera vez La calle del terror.

## Adaptaciones

### Televisión
El episodio piloto de una serie de televisión no producida de La calle del terror, titulada El fantasma de la calle del terror, se emitió en ABC Television en 1998.

### Cine
El 9 de octubre de 2015, The Wrap informó que 20th Century Fox y Chernin Entertainment estaban desarrollando una película basada en la serie. El 13 de febrero de 2017, The Tracking Board informó que Kyle Killen escribiría el guion de la película. El 13 de julio de 2017, Variety informó que Leigh Janiak dirigiría la película y supervisaría el desarrollo de guiones para realizar una trilogía. El 27 de febrero de 2019, se anunció que Kiana Madeira y Olivia Welch protagonizarían la trilogía de películas. El 12 de marzo de 2019, Deadline Hollywood informó que Benjamin Flores Jr. interpretaría el papel de Josh. Ashley Zukerman, Fred Hechinger, Julia Rehwald y Jeremy Ford se unieron al elenco el 27 de marzo de ese año. El 1 de abril de 2019, Gillian Jacobs, Sadie Sink, Emily Rudd y McCabe Slye también se sumaron al reparto.
El 13 de marzo de 2019, comenzó el rodaje de la primera película en East Point, Georgia. Janiak dirigió las tres películas de la serie, después de haber sido originalmente programada para dirigir la primera y la tercera película. Alex Ross Perry estaba previamente asignado para dirigir la segunda película de la serie.
Si bien la trilogía había terminado de filmarse en septiembre de 2019, la serie se colocó en un estado de espera con la terminación anticipada del acuerdo de producción de Chernin Entertainment y 20th Century Fox. El 7 de abril de 2020, se anunció que Chernin Entertainment había terminado su contrato de distribución con 20th Century Studios y había firmado un contrato de primera vista de varios años con Netflix. El 11 de agosto de 2020, se informó que Netflix había adquirido la trilogía para una fecha de lanzamiento a mediados de 2021, una estrategia de lanzamiento original de una película por mes. El 19 de mayo de 2021, Netflix anunció que las películas se lanzarían a lo largo de tres semanas, comenzando con la primera parte el 2 de julio, la segunda parte el 9 de julio y terminando con la tercera parte el 16 de julio de 2021.